# Idaea charitata
Idaea charitata is een vlinder uit de familie spanners (Geometridae). De wetenschappelijke naam is voor het eerst geldig gepubliceerd in 1914 door Rebel.
De soort komt voor in Europa.